# Fort Campbell
Fort Campbell è un'installazione del esercito degli Stati Uniti situata tra Hopkinsville nel Kentucky e Clarksville, nel Tennessee. La base ospita la 101ª Divisione Aviotrasportata e il 160º Reggimento Operazioni Speciali dell'Aviazione.
Il forte prende il nome dal Brigadier Generale William Bowen Campbell, l'ultimo governatore del partito Whig ad essere stato eletto nel Tennessee.
Il 6 maggio 2011, in risposta all'operazione militare che ha ucciso il leader di Al-Qāʿida Osama bin Laden, il presidente Barack Obama ha decorato personalmente ai membri del DEVGRU la Presidential Unit Citation, la più alta decorazione con cui si onorano le truppe americane "per atti di straordinario eroismo contro il nemico".